# ساسكيا هاميلتون
ساسكيا هاميلتون (بالإنجليزية: Saskia Hamilton)‏ (5 مايو 1967 – 7 يونيو 2023)؛ كاتِبة وشاعرة أمريكية. درست في جامعة نيويورك.

## الجوائز
- زمالة غوغنهايم